# Ted Morgan
Ted Morgan (n. 5 aprilie 1906, Londra, Regatul Unit al Marii Britanii și Irlandei – d. 22 noiembrie 1952, Wellington, Noua Zeelandă) a fost un boxer ce a reprezentat Noua Zeelandă, medaliat olimpic. A participat la o ediție a Jocurilor Olimpice (1928) în care a câștigat o medalie de aur.

## Participări
Lista de mai jos prezintă principalele competiții la care a participat Ted Morgan de-a lungul carierei.
- boxing at the 1928 Summer Olympics – welterweight[*]